# Лазар (Швець)
Ла́зар (справжнє ім'я Шве́ць Ростисла́в Пили́пович; нар. 22 квітня 1939; Комарин, Кременецький повіт, Волинське воєводство, Польща) — колишній проросійський священнослужитель з України, колаборант із Росією, сепаратист. Митрополит Сімферопольський і Кримський РПЦвУ (1992—2014). Архієрей РПЦ (з 1980). Ректор Таврійської духовної семінарії (з 2006). Громадянин Росії. Під час російського вторгнення в Україну перейшов на бік окупантів та втік до Росії.
В січні 2023 року українське громадянство Швеця призупинено указом президентом Зеленського за підтримку агресії проти України.

## Життєпис
Народився 22 квітня 1939 в селі Комарин (на той час Польща, сучасного Кременецького району Тернопільської області в селянській родині.
Після закінчення школи став послушником у Духовому скиті Успенської Почаївської лаври, згодом — в Успенському Жировицькому монастирі Мінської єпархії в Білорусі.
У 1957 вступив до Мінської духовної семінарії. Протягом 1958—1961 років служив у Радянській армії.
У 1964 закінчив Одеську духовну семінарію, 1968 — Ленінградську духовну академію, де здобув ступінь кандидата богослов'я за роботу: «Православно-богословський аналіз інтерпретацій книги пророка Даниїла протестантськими теологами».
У 1968-1971 навчався в аспірантурі при Московській духовній академії, працював референтом Відділу зовнішніх церковних зносин Російської православної церкви.
5 березня 1972 висвячений на диякона, а 12 березня — на ієрея. Пастирське служіння проходив у Києві — в Покровському жіночому монастирі та Володимирському кафедральному соборі.
У 1975 призначений у клір Аргентинської єпархії РПЦ, де виконував обов'язки секретаря архієпископа Аргентинського і Південноамериканського.
У 1978 зведений в сан протоієрея. 1 квітня 1980 пострижений в чернецтво; 7 квітня того ж року зведений у сан архімандрита.
18 квітня 1980 висвячений на єпископа Аргентинського і Південноамериканського і призначений Патріаршим екзархом Центральної і Південної Америки. у 1985 зведений у сан архієпископа і призначений керівником Івано-Франківської єпархії з титулом «Івано-Франківський і Коломийський». В тому ж році переведений назад в Південну Америку.
У 1989 призначений архієпископом Тернопільським і Кременецьким, керівником Тернопільської єпархії. В цей час Українська греко-католицька церква вийшла з підпілля, що спровокувало між православними і католиками в Галичині значні конфлікти, подекуди, силові. Єдиним виходом з ситуації вбачалося проголошення автокефалії УПЦ. Тому наприкінці 1990 керівники трьох галицьких єпархій єпископи Івано-Франківський Феодосій (Дикун), Тернопільський Лазар (Швець) та Львівський Андрій (Горак) звернулися до митрополита Київського і всієї України Філарета з пропозицією просити в РПЦ автокефалію.
11 лютого 1991 призначений архієпископом Одеським та Ізмаїльським. З 16 березня по 6 квітня 1992 тимчасово керував Херсонською єпархією.
Під час розколу в українському православ'ї у 1991—1992 роках активно підтримував проголошення автокефалії Української церкви від Російської, зокрема, виступав з такою позицією на Архієрейському соборі РПЦ 31 березня — 5 квітня 1991, де обговорювалося це питання. За такі погляди «був буквально вигнаний паствою зі своєї кафедри», як пише в своїй книзі «Православие в постоталитарной Украине» Олександр Драбинко.
27 липня 1992 призначений архієпископом Сімферопольським і Кримським. У 2000 зведений у сан митрополита.
У 2006 призначений ректором відродженої Таврійської духовної семінарії, реорганізованої з Сімферопольського духовного училища.
У 2007 відмовився призначати настоятелем новозбудованої церкви-маяка на честь святого Миколая в селі Малоріченське у Великій Алушті священика з Росії, запрошеного місцевою громадою, через що Союз російських православних вірних Криму поскаржився патріарху Московському Алексію II (Рідіґеру) на утиски митрополитом Лазарем росіян в керованій ним єпархії.
Митрополит підтримав будівництво в Сімферополі Соборної мечеті Джума-Джамі, чому чинився активний опір місцевої влади, і був присутній на закладенні першого каменя в її фундамент 3 березня 2011.
8 травня 2012 призначений постійним членом Священного Синоду УПЦ (МП).
29 липня 2017 його підлеглі «благословили» на службу працівників ФСБ Росії, а 30 липня 2017 в День Військово-Морського флоту Росії він сам — Чорноморський флот РФ.
21 березня священники Кримської єпархії РПЦвУ передали благословення «від митрополита» із днем «моряка-підводника» оккупантам із ВМФ РФ.

## Санкції
24 січня 2023 року, на тлі вторгнення Росії в Україну, потрапив до списку санкцій України з блокуванням активів, обмеженням торгових операцій, блокуванням виведення капіталів за межі країни та позбавленням державних нагород України.
9 квітня 2024 року ВАКС застосував санкції та стягнув на користь України квартиру у Сімферополі та чотири транспортних засоби.

## Нагороди
Церковні:
- ювілейний орден «Різдво Христове — 2000» I ступеня
- орден святого рівноапостольного князя Володимира II ступеня
- орден преподобного Сергія Радонезького II і III ступенів
- орден преподобних Антонія і Феодосія Печерських II ступеня.
- 20 вересня 2013 року. У нагороду заслуг перед Вітчизною і Російською Православною Церквою був нагороджений Імператорським орденом Святої Анни.[16]
- У квітні 2014 роки за особливі заслуги перед Російською Православною Церквою та з нагоди ювілею (75-річчя від Дня народження) нагороджений Святійшим Патріархом Московським і всієї Русі Кирилом орденом Преподобного Серафима Саровського I ступеня.[16]
- У квітні 2014 роки за заслуги перед Українською Православною Церквою та з нагоди ювілею (75-річчя від Дня народження) удостоєний вищої церковної нагороди — «Відзнакой Предстоятеля Української Православної Церкви» Предстоятеля УПЦ Блаженнішого митрополита Київського і всієї України Володимира.[16]

- У липні 2014 роки за понесені труди на благо Православної Церкви та значний внесок по організації святкування 700-річного ювілею преподобного Сергія Радонезького в Криму удостоєний Патріаршого знака «700-річчя преподобного Сергія Радонезького» і Патріаршої грамоти.[16]
- 27 липня 2015 роки за понесені труди і заслуги на благо Матері Церкви нагороджений Орденом священносповідника Миколи, митрополита Алма-Атинського і Казахстанського.
- 21 листопада 2015 нагороджений  Медаллю "За церковні заслуги перед Владивостоцькою і Приморською єпархією РПЦ.[16]
- 29 січня 2016 року. Нагороджений орденом святого князя Володимира I (нагородження відбулося в Києві на засіданні Собору єпископів УПЦ МП).[16]
- 29 Червня / 12 липня 2016 року. З благословення Кирила, архієпископа Санкт-Франциського і Західно-Американського, «зважаючи на ревні труди в області церковної діяльності» нагороджений Орденом святителя і Чудотворця Шанхайського і Санкт-Франциського Іоанна.
- 17 квітня 2018 року «За віру, милосердя і внесок в розвиток тюремного служіння Російської Православної Церкви», зміцнення взаємодії між Церквою і Федеральною службою виконання покарань по Республіці Крим і місту федерального значення Севастополю, а також благословенні архіпастирські праці з відкриття тюремних храмів в установах кримінально-виконавчої системи на церковно-канонічної території Сімферопольської кафедри і організації духовно-пастирської опіки осіб що знаходяться в місцях позбавлення волі нагороджений медаллю Синодального відділу РПЦ з тюремного служіння святої великомучениці Анастасії Узорішительниці I ступеня.
- Квітень 2019 — нагороджений Патріархом Московським і всієї Русі Кирилом Орденом Святителя Інокентія, митрополита Московського і Коломенського першого ступеня.

### Світські
- Орден князя Ярослава Мудрого V ступеня (21 квітня 2009) — за багаторічну плідну духовно-просвітницьку діяльність, вагомий особистий внесок у збереження і зміцнення міжконфесійного миру, утвердження ідеалів духовності і милосердя[17]
- Орден «За заслуги» I, II, III ступенів (1997, 2000, 2002)
- Орден Дружби (Росія, 23 квітня 2009) — за великий внесок у розвиток російсько-українського співробітництва[18]
- Орден Дружби народів (СРСР)

- У листопаді 2012 року за активну роботу по духовному відродженню кримчан, зміцнення миру і злагоди на півострові нагороджений почесною відзнакою та Грамотою Представництва Президента України в АР Крим, а також Подякою Ради Міністрів АР Крим та Міністерства культури АР Крим.[16]
- 22 січня 2013 року по нагоди Дня Соборності та Свободи України, Президент України Віктор Янукович нагородив орденом князя Ярослава Мудрого IV ступеня[16]
- У травні 2015 роки за підтримку ініціатив у справі відродження культурної спадщини в Криму Митрополит Сімферопольський і Кримський Лазар рішенням Ради Імператорського православного палестинського товариства нагороджений Орденом Великої княгині преподобномучениці Єлизавети Федорівни.[16]
- 11 липня 2015 нагороджений відповідно до Указу самопроголошеного глави Республіки Крим С. В. Аксьонова за збереження суспільно-політичної стабільності в сфері міжнаціональних і міжконфесійних відносин в Криму державною нагородою Республіки Крим медаллю «За доблесну працю».[16]
- Нагороджений званням «Академіка та Лауреата премії Севастопольської Академії наук» з врученням «Золотої медалі і Диплома академіка і Лауреата». Витяг із Наказу № 9 / 3-19 від 28.03.2019 р.

1 грудня 2022 року рішенням РНБО «Про окремі аспекти діяльності релігійних організацій в Україні і застосування персональних спеціальних економічних та інших обмежувальних заходів (санкцій)» на 5 років позбавлений державних нагород України, інших форм відзначення.